# Tigres da Anatólia
Tigres da Anatólia (em turco:  Anadolu Kaplanları) é um termo utilizado a nível internacional no contexto da economia turca para referir-se ao fenômeno de diferentes cidades da Turquia que têm experimentado um crescimento impressionante desde a década de 1980, além de um novo tipo de empresário que tem adquirido relevância, que se pode vincular à sua cidade de origem e que começou como pequena e média empresa.
Quando se refere a determinadas cidades, o termo se utiliza principalmente para as capitais ou aos centros que dependem de Denizli, Gaziantep, Kayseri, Bursa, İzmit, Kahramanmaraş. São especialmente notáveis os casos das cidades que têm recebido pouco investimento ou subsídios estatais ao longo do tempo. Çorum, Denizli, Gaziantep e Kahramanmaraş, especialmente, se encontram nesta situação.

## Fonte
- Este artigo foi inicialmente traduzido, total ou parcialmente, do artigo da Wikipédia em castelhano cujo título é «Tigres de Anatolia», especificamente desta versão.